# Eric McClure
Eric McClure (Chilhowie, 11 de diciembre de 1978 - 2 de mayo de 2021) fue un piloto de automovilismo profesional estadounidense y propietario de un equipo. Compitió por última vez a tiempo parcial en la NASCAR Xfinity Series, conduciendo el Chevrolet Camaro No.0 para JD Motorsports.

## Biografía
McClure nació en Chilhowie, Virginia y se graduó de Emory and Henry College.

## Carrera automovilística

### Sprint Cup Series
McClure hizo tres largadas en su carrera en la Serie de la Copa de NASCAR. Su debut se produjo en Talladega, conduciendo el Chevy No.04 I Can Learn en 2004. Hizo el campo en la posición 35 y terminó en el puesto 26. McClure luego intentó hacer la carrera de julio en Daytona, pero no calificó.
Luego consiguió un viaje con el Chevy No.73 Raabe Racing Enterprises para 2005. McClure no clasificó para las dos primeras carreras, pero hizo la carrera en Las Vegas, comenzando 41º. Su motor explotó a mitad de carrera y relegó a McClure al puesto 32. Dejó el equipo esa semana y no corrió hasta agosto, cuando intentó tres carreras con Front Row Motorsports. Sin embargo, no participó en ninguna de esas carreras. En 2006 intentó e hizo el UAW-Ford 500, donde los problemas de manejo lo relegaron a un puesto 32 en el Chevy No.04 Morgan-McClure Motorsports, con el patrocinio de Hefty. En 2008, McClure intentó las 500 Millas de Daytona en el Chevy No.37 Front Row Motorsports patrocinado por Hefty, pero no logró calificar.
El 11 de abril de 2009, Morgan-McClure Motorsports anunció que intentarían la carrera de Talladega en abril, después de un año y medio de ausencia del deporte. Eric McClure intentó calificar al Chevrolet No.4 patrocinado por Hefty, pero no logró entrar.
En enero de 2014, McClure anunció que intentaría competir en las 500 Millas de Daytona de 2014 conduciendo el Ford No.35 para Front Row Motorsports; no pudo calificar para la carrera. En mayo de 2014, McClure regresó al auto No.35 para Front Row Motorsports en Talladega, pero no pudo llegar a la carrera. No ha vuelto desde entonces.

### Xfinity Series
McClure hizo su debut en la Serie Busch en 2003, corriendo en Rockingham Speedway. Calificó el Chevy No.05 I Can Learn en el puesto 22 y terminó en el puesto 26 a pesar de un accidente.
McClure hizo cuatro largadas en 2004, corriendo dos carreras para su equipo familiar (MMM) y dos más para Mac Hill Motorsports. Su mejor carrera fue en Memphis, donde terminó 22º. También terminó tres de sus cuatro largadas.
Agregó ocho largadas en 2005, siete para Means Racing, pero solo logró un mejor resultado 30.º en Texas. McClure atrajo la atención de James Finch y corrió una carrera para ese equipo en Daytona. Sin embargo, terminó 32º con un motor quemado y no siguió esa carrera con ninguna salida, regresando a Means. McClure no se clasificó para dos carreras. En Bristol, McClure fue enviado a casa debido a una lluvia de clasificación, y en Memphis, McClure perdió el campo por un lugar.
Para la temporada 2007, se asoció con Davis Motorsports para un calendario de 32 carreras. McClure trajo al patrocinador Hefty al equipo con él.
Condujo para Front Row Motorsports en la Serie Busch en 2008, con Hefty patrocinando el auto para todas las carreras en el Chevrolet No.24. Logró el mejor resultado de su carrera en el puesto 15 en el Aaron's 312 en Talladega.

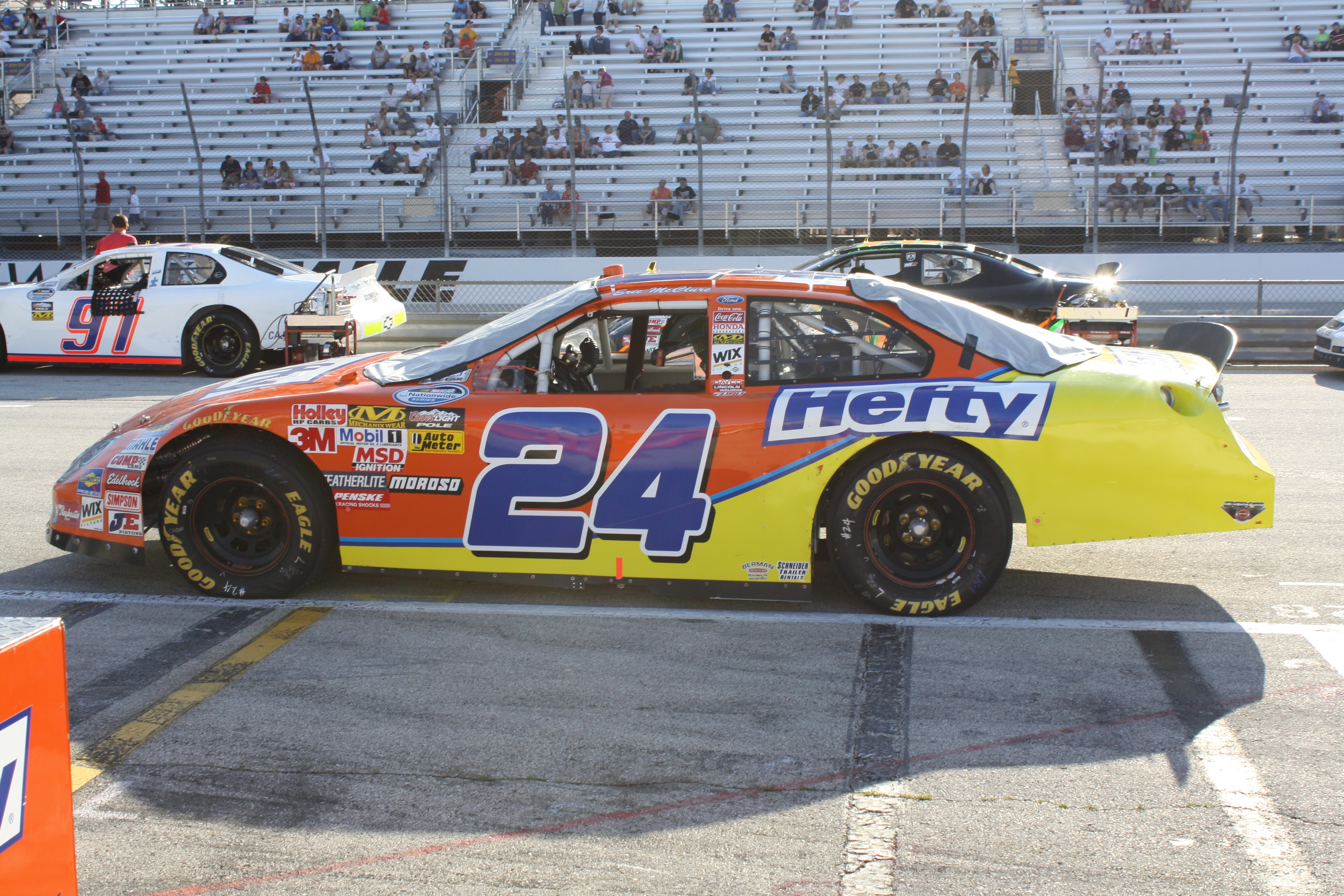
Coche de Nationwide 2009 en Milwaukee Mile.

En 2009, él y su patrocinador Hefty se mudaron a Rensi/Hamilton Racing, donde condujo el Ford Fusion No.24. Esto resultó ser un buen movimiento; se clasificó para todas las carreras y terminó 17° en la clasificación final de puntos, el mejor de su carrera. McClure se quedó con el equipo, ahora Team Rensi Motorsports, para 2010. Sin embargo, el rendimiento se resbaló y la recesión económica obligó a McClure a ser cauteloso con el equipo del equipo, y Rensi trajo un segundo equipo para las carreras COT que corrió Kelly Bires. A pesar de esto, McClure terminó 24º en puntos pero anunció su salida de Rensi el 30 de noviembre. Según McClure, el presupuesto de Rensi era tan bajo que rara vez tenían asignaciones completas de neumáticos para las carreras posteriores a Las Vegas, y la mayoría de las asignaciones iban a las carreras con Bires. McClure anunció el 1 de diciembre que él y Hefty se mudarían a TriStar Motorsports para 2011 junto con los veteranos Mike Bliss y Jeff Green. Además, se anunció en enero que TriStar Motorsports cambiará los números de sus autos, con McClure pilotando el No.14.
Durante el Aaron's 312 de 2012, McClure estuvo involucrado en una acumulación de 16 autos en la vuelta 117, cuando los autos giraron frente a él y golpeó la pared interior de frente. McClure fue sacado de su auto y trasladado en avión al Hospital de la Universidad de Alabama en Birmingham, Alabama para una evaluación adicional. NASCAR declaró que McClure estaba hablando con el equipo de rescate mientras lo sacaban de su automóvil. Después de permanecer dos noches en el hospital, la portavoz del equipo TriStar Motorsports, Emily Brandt, anunció el 6 de mayo de 2012 que McClure había sufrido una conmoción cerebral y contusiones internas por el accidente. El 9 de mayo, TriStar anunció que McClure se quedaría fuera de la carrera de Nationwide en Darlington debido a su conmoción cerebral, y que el piloto de salida y estacionamiento Jeff Green conduciría el No.14 mientras que Tony Raines y Kevin Lepage comenzarían y estacionarían el No.10. McClure se sentaría fuera de las próximas 4 carreras antes de que NASCAR lo autorizara a conducir a tiempo para la carrera en Road America. A pesar de comenzar solo 28 carreras, McClure terminó la temporada 2012 con el mejor resultado de su carrera en el puesto 16.

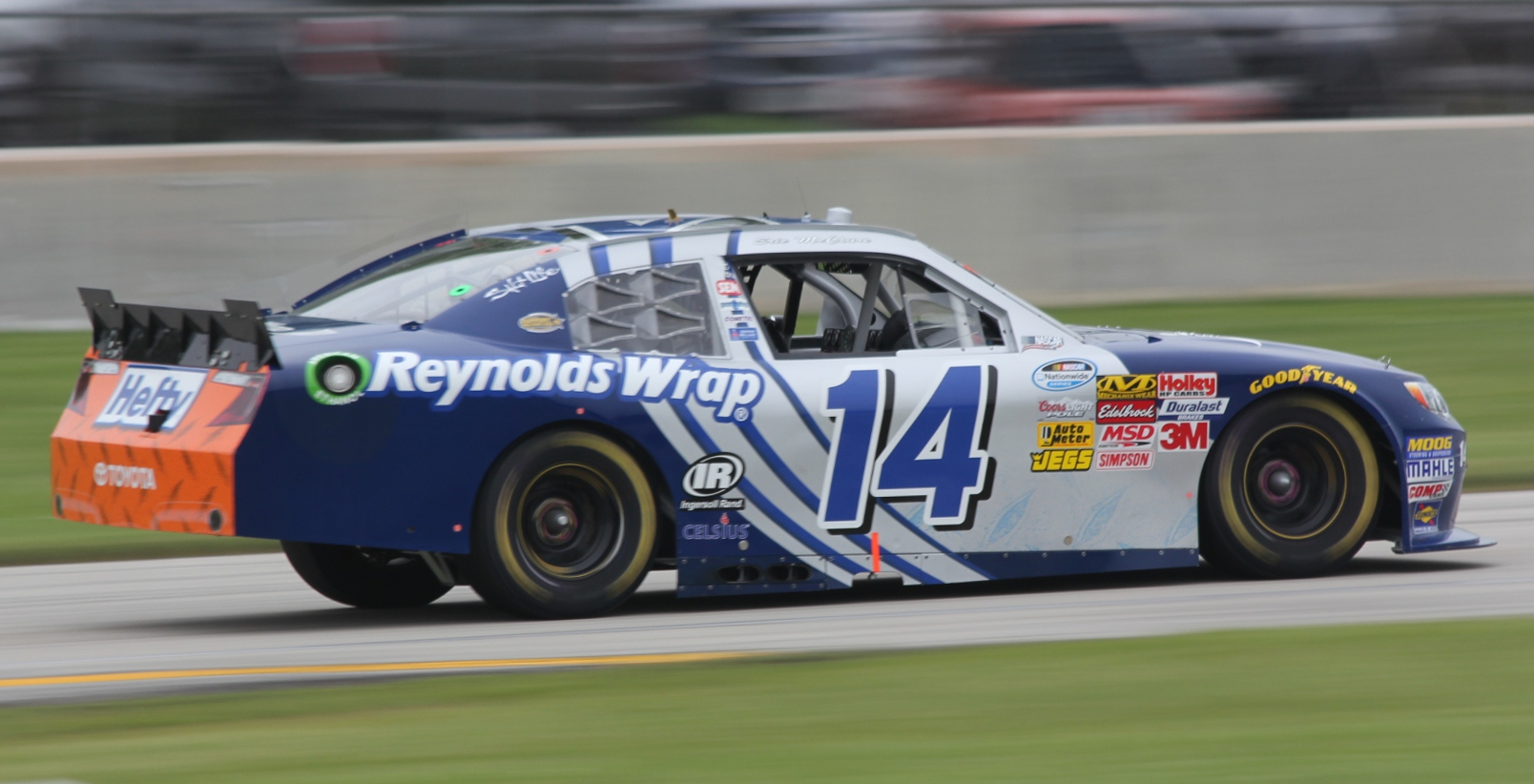
Coche de Nationwide 2014 en Road America.

El 9 de enero de 2013, TriStar anunció que McClure volvería a su equipo para la temporada 2013. McClure comenzó su temporada con una nota alta al lograr el mejor resultado de su carrera en el séptimo lugar en Daytona. En agosto, sin embargo, fue hospitalizado con lo que se determinó como insuficiencia renal aguda; se vio obligado a bajarse del auto No.14 durante cuatro carreras mientras se recuperaba, siendo sustituido por Jeff Green. McClure regresó a la competencia en septiembre en Chicagoland Speedway. Se perdió una carrera más adelante en el año en Texas Motor Speedway debido a problemas médicos, antes de ser hospitalizado nuevamente antes del final de temporada en Homestead-Miami Speedway.
Antes de la temporada 2014, McClure anunció que solo tendría un calendario parcial en la Serie Nationwide.
En 2015, McClure y sus patrocinadores se mudaron a JGL Racing, donde condujo el Toyota Camry No.24 en las 33 carreras. Sin embargo, después de 9 carreras, tanto él como JGL se separaron y McClure regresó a TriStar Motorsports por el resto de la temporada, y JGL le permitió continuar con el coche 24 de ese equipo.

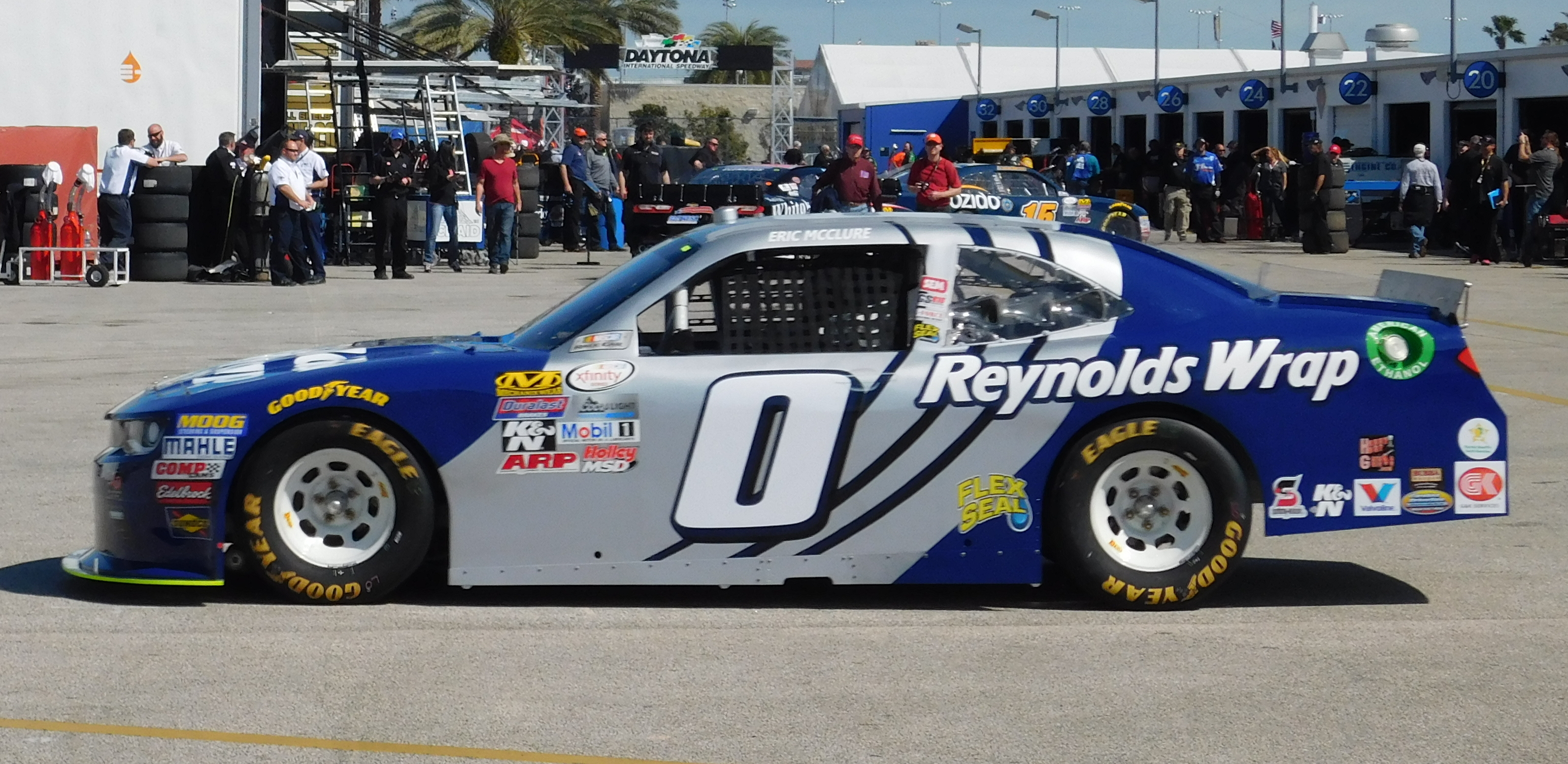
Coche Xfinity 2016 en el Daytona International Speedway.

En 2016, McClure se unió a JD Motorsports para la apertura de la temporada en Daytona, conduciendo el Chevrolet Camaro No.0.

### Otras carreras
El 28 de julio de 2015, McClure y el expiloto de Nationwide Hal Martin formaron Martin-McClure Racing, un equipo K&N Pro Series East; el equipo tiene el No.39 para Chad Finchum y Austin Cindric.

## Vida personal
Estaba casado con Miranda (2004-2018) y tenía siete hijas, Maybreigh Elizabeth (n. 5 de marzo de 2007), Maryleigh Isabella (n. 27 de agosto de 2008), Mirabella Rileigh (n. 11 de julio de 2010), Merritt Hetteigh Mae (n. 12 de marzo de 2012), Myanna Brookleigh (n. 31 de julio de 2013), Meraline Everleigh (n. 8 de mayo de 2015) y Melania (n. 1 de marzo de 2017).
La casa de McClure en Abingdon, Virginia sufrió daños importantes en un tornado el 27 de abril de 2011. Sin embargo, McClure y su familia se sentaron fuera de la tormenta en su sótano y resultaron ilesos.
El 11 de febrero de 2018, McClure fue arrestado por violencia doméstica.
McClure falleció el 2 de mayo de 2021, a los 42 años. Estaba comprometido con Keira Brinegar Tibbs en el momento de su muerte.

## Resultados

#### Sprint Cup Series
| Año  | Equipo                     | N.º | Fabricante | 1       | 2       | 3      | 4   | 5   | 6   | 7   | 8   | 9       | 10      | 11  | 12  | 13  | 14  | 15      | 16  | 17      | 18      | 19  | 20  | 21  | 22  | 23      | 24  | 25  | 26  | 27  | 28  | 29  | 30      | 31  | 32  | 33  | 34  | 35  | 36  | Pos. | Puntos |
| ---- | -------------------------- | --- | ---------- | ------- | ------- | ------ | --- | --- | --- | --- | --- | ------- | ------- | --- | --- | --- | --- | ------- | --- | ------- | ------- | --- | --- | --- | --- | ------- | --- | --- | --- | --- | --- | --- | ------- | --- | --- | --- | --- | --- | --- | ---- | ------ |
| 2004 | Morgan-McClure Motorsports | 04  | Chevy      | DAY     | CAR     | LVS    | ATL | DAR | BRI | TEX | MAR | TAL 26  | CAL     | RCH | CLT | DOV | POC | MCH     | SON | DAY DNQ | CHI     | NHA | POC | IND | GLN | MCH     | BRI | CAL | RCH | NHA | DOV | TAL | KAN     | CLT | MAR | ATL | PHO | DAR | HOM | 78.º | 90     |
| 2005 | Raabe Racing Enterprises   | 73  | Chevy      | DAY DNQ | CAL DNQ | LVS 32 | ATL | BRI | MAR | TEX | PHO | TAL     | DAR     | RCH | CLT | DOV | POC |         |     |         |         |     |     |     |     |         |     |     |     |     |     |     |         |     |     |     |     |     |     | 80.º | 67     |
| 2005 | Front Row Motorsports      | 92  | Chevy      |         |         |        |     |     |     |     |     |         |         |     |     |     |     | MCH DNQ | SON | DAY     | CHI     | NHA | POC | IND | GLN | MCH DNQ | BRI | CAL | RCH | NHA | DOV | TAL |         |     |     |     |     |     |     | 80.º | 67     |
| 2005 | Mach 1 Motorsports         | 34  | Chevy      |         |         |        |     |     |     |     |     |         |         |     |     |     |     |         |     |         |         |     |     |     |     |         |     |     |     |     |     |     | KAN DNQ | CLT | MAR | ATL | TEX | PHO | HOM | 80.º | 67     |
| 2006 | Morgan-McClure Motorsports | 04  | Chevy      | DAY     | CAL     | LVS    | ATL | BRI | MAR | TEX | PHO | TAL     | RCH     | DAR | CLT | DOV | POC | MCH     | SON | DAY     | CHI     | NHA | POC | IND | GLN | MCH     | BRI | CAL | RCH | NHA | DOV | KAN | TAL 31  | CLT | MAR | ATL | TEX | PHO | HOM | 67.º | 70     |
| 2007 | Morgan-McClure Motorsports | 04  | Chevy      | DAY DNQ | CAL     | LVS    | ATL | BRI | MAR | TEX | PHO | TAL     | RCH     | DAR | CLT | DOV | POC | MCH     | SON | NHA     | DAY DNQ | CHI | IND | POC | GLN | MCH     | BRI | CAL | RCH | NHA | DOV | KAN | TAL     | CLT | MAR | ATL | TEX | PHO | HOM | NA   | -      |
| 2008 | Front Row Motorsports      | 37  | Chevy      | DAY DNQ | CAL     | LVS    | ATL | BRI | MAR | TEX | PHO | TAL     | RCH     | DAR | CLT | DOV | POC | MCH     | SON | NHA     | DAY     | CHI | IND | POC | GLN | MCH     | BRI | CAL | RCH | NHA | DOV | KAN | TAL     | CLT | MAR | ATL | TEX | PHO | HOM | 82.º | 0      |
| 2009 | Morgan-McClure Motorsports | 4   | Chevy      | DAY     | CAL     | LVS    | ATL | BRI | MAR | TEX | PHO | TAL DNQ | RCH     | DAR | CLT | DOV | POC | MCH     | SON | NHA     | DAY     | CHI | IND | POC | GLN | MCH     | BRI | ATL | RCH | NHA | DOV | KAN | CAL     | CLT | MAR | TAL | TEX | PHO | HOM | 73.º | 0      |
| 2014 | Front Row Motorsports      | 35  | Ford       | DAY DNQ | PHO     | LVS    | BRI | CAL | MAR | TEX | DAR | RCH     | TAL DNQ | KAN | CLT | DOV | POC | MCH     | SON | KEN     | DAY     | NHA | IND | POC | GLN | MCH     | BRI | ATL | RCH | CHI | NHA | DOV | KAN     | CLT | TAL | MAR | TEX | PHO | HOM | 74.º | 01     |

##### Daytona 500
| Año  | Equipo                     | Fabricante | Comienzo | Final |
| ---- | -------------------------- | ---------- | -------- | ----- |
| 2005 | Empresas Raabe Racing      | Chevrolet  | DNQ      | DNQ   |
| 2007 | Morgan-McClure Motorsports | Chevrolet  | DNQ      | DNQ   |
| 2008 | Front Row Motorsports      | Chevrolet  | DNQ      | DNQ   |
| 2014 | Front Row Motorsports      | Ford       | DNQ      | DNQ   |

#### Xfinity Series
| Año  | Equipo                     | N.º | Fabricante | 1      | 2      | 3      | 4      | 5      | 6      | 7       | 8      | 9      | 10     | 11      | 12      | 13      | 14     | 15     | 16     | 17     | 18     | 19      | 20      | 21      | 22      | 23     | 24      | 25      | 26      | 27     | 28     | 29      | 30      | 31      | 32      | 33      | 34      | 35      | NXSC  | Pts  |
| ---- | -------------------------- | --- | ---------- | ------ | ------ | ------ | ------ | ------ | ------ | ------- | ------ | ------ | ------ | ------- | ------- | ------- | ------ | ------ | ------ | ------ | ------ | ------- | ------- | ------- | ------- | ------ | ------- | ------- | ------- | ------ | ------ | ------- | ------- | ------- | ------- | ------- | ------- | ------- | ----- | ---- |
| 2003 | Morgan-McClure Motorsports | 05  | Chevy      | DAY    | CAR    | LVS    | DAR    | BRI    | TEX    | TAL     | NSH    | CAL    | RCH    | GTY     | NZH     | CLT     | DOV    | NSH    | KEN    | MLW    | DAY    | CHI     | NHA     | PPR     | IRP     | MCH    | BRI     | DAR     | RCH     | DOV    | KAN    | CLT     | MEM     | ATL     | PHO     | CAR 26  | HOM     |         | 130.º | 85   |
| 2004 | Morgan-McClure Motorsports | 04  | Chevy      | DAY    | CAR    | LVS 30 | DAR    | BRI    | TEX    | NSH     | TAL    | CAL    | GTY    | RCH     | NZH     | CLT     | DOV    | NSH    | KEN    | MLW    | DAY    | CHI     | NHA     | PPR     | IRP     |        |         |         | RCH DNQ | DOV    | KAN    | CLT DNQ | MEM 22  | ATL     | PHO     | DAR     | HOM DNQ |         | 82.º  | 268  |
| 2004 | Mac Hill Motorsports       | 56  | Chevy      |        |        |        |        |        |        |         |        |        |        |         |         |         |        |        |        |        |        |         |         |         |         | MCH 33 | BRI 43  | CAL     |         |        |        |         |         |         |         |         |         |         | 82.º  | 268  |
| 2005 | Jimmy Means Racing         | 52  | Ford       | DAY    | CAL    | MXC    | LVS    | ATL    | NSH 41 |         | TEX 30 | PHO 38 | TAL    | DAR DNQ | RCH DNQ | CLT DNQ | DOV    | NSH 31 | KEN    | MLW 34 |        | CHI DNQ | NHA DNQ | PPR 40  | GTY DNQ | IRP    | GLN     | MCH DNQ |         | CAL 39 | RCH    | DOV     | KAN     | CLT     |         |         |         |         | 72.º  | 440  |
| 2005 | Morgan-McClure Motorsports | 04  | Chevy      |        |        |        |        |        |        | BRI DNQ |        |        |        |         |         |         |        |        |        |        |        |         |         |         |         |        |         |         | BRI DNQ |        |        |         |         |         | MEM DNQ |         | PHO DNQ | HOM     | 72.º  | 440  |
| 2005 | Phoenix Racing             | 09  | Dodge      |        |        |        |        |        |        |         |        |        |        |         |         |         |        |        |        |        | DAY 32 |         |         |         |         |        |         |         |         |        |        |         |         |         |         |         |         |         | 72.º  | 440  |
| 2005 | Davis Motorsports          | 0   | Chevy      |        |        |        |        |        |        |         |        |        |        |         |         |         |        |        |        |        |        |         |         |         |         |        |         |         |         |        |        |         |         |         |         | TEX DNQ |         |         | 72.º  | 440  |
| 2006 | Morgan-McClure Motorsports | 04  | Chevy      | DAY    | CAL    | MXC    | LVS    | ATL    | BRI    | TEX     | NSH    | PHO    | TAL    | RCH     | DAR     | CLT DNQ | DOV    | NSH    |        | MLW    | DAY    | CHI     | NHA     | MAR     | GTY     | IRP    | GLN     | MCH     | BRI 41  | CAL    | RCH    | DOV     | KAN     | CLT DNQ | MEM     | TEX     | PHO     | HOM     | 125.º | 74   |
| 2006 | MacDonald Motorsports      | 72  | Chevy      |        |        |        |        |        |        |         |        |        |        |         |         |         |        |        | KEN 43 |        |        |         |         |         |         |        |         |         |         |        |        |         |         |         |         |         |         |         | 125.º | 74   |
| 2007 | D.D.L. Motorsports         | 0   | Chevy      | DAY 35 | CAL 40 | MXC    | LVS 26 | ATL 37 | BRI 24 | NSH 26  | TEX 29 | PHO 30 | TAL 18 | RCH DNQ | DAR 40  | CLT DNQ | DOV 28 | NSH 35 | KEN 32 | MLW 31 | NHA 37 | DAY 36  | CHI 41  | GTY 37  | IRP 29  | CGV    | GLN     | MCH DNQ | BRI 42  | CAL 37 | RCH 42 | DOV 26  | KAN 42  | CLT DNQ | MEM 28  | TEX 40  | PHO DNQ | HOM DNQ | 38.º  | 1639 |
| 2008 | Front Row Motorsports      | 24  | Chevy      | DAY 34 | CAL 28 | LVS 22 | ATL 33 | BRI 30 | NSH 31 | TEX 36  | PHO 29 | MXC    | TAL 15 | RCH 32  | DAR 33  | CLT 29  | DOV 26 | NSH 28 | KEN 28 | MLW 29 | NHA 27 | DAY 38  | CHI 32  | GTY 21  | IRP 27  | CGV    | GLN     | MCH 27  | BRI 31  | CAL 32 | RCH 29 | DOV 24  | KAN 33  | CLT 22  | MEM 27  | TEX 32  | PHO 32  | HOM 32  | 21.º  | 2429 |
| 2009 | Rensi-Hamilton Racing      | 24  | Ford       | DAY 26 | CAL 30 | LVS 16 | BRI 26 | TEX 34 | NSH 26 | PHO 22  | TAL 25 | RCH 39 | DAR 28 | CLT 19  | DOV 23  | NSH 22  | KEN 30 |        | NHA 33 | DAY 28 | CHI 31 | GTY 23  | IRP 23  | IOW 20  | GLN 30  | MCH 28 | BRI 25  | CGV 22  | ATL 26  | RCH 29 | DOV 24 | KAN 25  | CAL 28  | CLT 18  | MEM 30  | TEX 19  | PHO 28  | HOM 28  | 17.º  | 2962 |
| 2009 | Rensi-Hamilton Racing      | 24  | Chevy      |        |        |        |        |        |        |         |        |        |        |         |         |         |        | MLW 32 |        |        |        |         |         |         |         |        |         |         |         |        |        |         |         |         |         |         |         |         | 17.º  | 2962 |
| 2010 | Rensi-Hamilton Racing      | 24  | Ford       | DAY 17 | CAL 35 | LVS 21 | BRI 24 | NSH 29 | PHO 27 | TEX 28  | TAL 22 | RCH 31 | DAR 27 | DOV 24  | CLT 29  | NSH 26  | KEN 29 | ROA 27 | NHA 29 | DAY 36 | CHI 29 | GTY 26  | IRP 26  | IOW DNQ | GLN 31  | MCH 30 | BRI DNQ | CGV     | ATL 30  | RCH 30 | DOV 29 | KAN 33  | CAL DNQ | CLT 23  | GTY DNQ | TEX 26  | PHO DNQ | HOM 37  | 24.º  | 2304 |
| 2011 | TriStar Motorsports        | 14  | Chevy      | DAY 33 | PHO 25 | LVS 20 | BRI 25 | CAL 21 | TEX 31 | TAL 26  | NSH 32 | RCH 32 | DAR 36 |         | IOW 23  | CLT 28  | CHI 18 | MCH 29 | ROA 27 | DAY 37 | KEN 27 | NHA 20  | NSH 23  | IRP 21  | IOW 26  | GLN 35 | CGV 36  | BRI 27  | ATL 28  | RCH 30 | CHI 25 | DOV 24  | KAN 31  | CLT 31  | TEX 24  | PHO 19  | HOM 29  |         | 19.º  | 572  |
| 2011 | TriStar Motorsports        | 19  | Chevy      |        |        |        |        |        |        |         |        |        |        | DOV 25  |         |         |        |        |        |        |        |         |         |         |         |        |         |         |         |        |        |         |         |         |         |         |         |         | 19.º  | 572  |
| 2012 | TriStar Motorsports        | 14  | Toyota     | DAY 22 | PHO 28 | LVS 25 | BRI 27 | CAL 26 | TEX 24 | RCH 31  | TAL 27 | DAR    | IOW    | CLT     | DOV     | MCH     | ROA 21 | KEN 26 | DAY 18 | NHA 22 | CHI 24 | IND 24  | IOW 31  | GLN 26  | CGV 19  | BRI 27 | ATL 21  | RCH 26  | CHI 25  | KEN 22 | DOV 26 | CLT 22  | KAN 15  | TEX 21  | PHO 20  | HOM 27  |         |         | 16.º  | 559  |
| 2013 | TriStar Motorsports        | 14  | Toyota     | DAY 8  | PHO 29 | LVS 40 | BRI 21 | CAL 27 | TEX 30 | RCH 26  | TAL 23 | DAR 26 | CLT 30 | DOV 24  | IOW 18  | MCH 28  | ROA 27 | KEN 23 | DAY 24 | NHA 31 | CHI 28 | IND 31  | IOW 23  | GLN 28  | MOH     | BRI    | ATL     | RCH     | CHI 25  | KEN 24 | DOV 26 | KAN 27  | CLT 33  | TEX     | PHO 27  | HOM     |         |         | 20.º  | 482  |
| 2014 | TriStar Motorsports        | 14  | Toyota     | DAY 35 | PHO 23 | LVS 27 | BRI 27 | CAL 25 | TEX 24 | DAR 21  | RCH 29 | TAL 17 | IOW 24 | CLT 29  | DOV     | MCH     | ROA 20 | KEN 24 | DAY 22 | NHA 26 | CHI 25 | IND 36  | IOW 23  | GLN 24  | MOH     | BRI 20 | ATL 24  | RCH     | CHI 26  | KEN 31 | DOV    | KAN 19  | CLT 32  | TEX 26  | PHO 26  | HOM 26  |         |         | 19.º  | 521  |
| 2015 | JGL Racing                 | 24  | Toyota     | DAY 17 | ATL 28 | LVS 23 | PHO 29 | CAL 34 | TEX 29 | BRI 26  | RCH 36 | TAL 21 |        |         |         |         |        |        |        |        |        |         |         |         |         |        |         |         |         |        |        |         |         |         |         |         |         |         | 19.º  | 565  |
| 2015 | TriStar Motorsports        | 24  | Toyota     |        |        |        |        |        |        |         |        |        | IOW 33 | CLT 30  | DOV 24  | MCH 23  | CHI 26 | DAY 24 | KEN 27 | NHA 18 | IND 29 | IOW 26  | GLN 24  | MOH 35  | BRI 33  | ROA 23 | DAR 28  | RCH 26  | CHI 27  | KEN 29 | DOV 22 | CLT 28  | KAN 26  | TEX 28  | PHO 26  | HOM 29  |         |         | 19.º  | 565  |
| 2016 | JD Motorsports             | 0   | Chevy      | DAY 30 | ATL    | LVS    | PHO    | CAL    | TEX    | BRI     | RCH    | TAL    | DOV    | CLT     | POC     | MCH     | IOW    | DAY    | KEN    | NHA    | IND    | IOW     | GLN     | MOH     | BRI     | ROA    | DAR     | RCH     | CHI     | KEN    | DOV    | CLT     | KAN     | TEX     | PHO     | HOM     |         |         | 73.º  | 11   |

#### Craftsman Truck Series
| Año  | Equipo     | N.º | Fabricante | 1   | 2   | 3   | 4   | 5   | 6   | 7   | 8   | 9   | 10  | 11  | 12  | 13  | 14      | 15  | 16      | 17  | 18  | 19  | 20  | 21  | 22  | 23  | 24  | 25  | Pos.  | Puntos |
| ---- | ---------- | --- | ---------- | --- | --- | --- | --- | --- | --- | --- | --- | --- | --- | --- | --- | --- | ------- | --- | ------- | --- | --- | --- | --- | --- | --- | --- | --- | --- | ----- | ------ |
| 2004 | RAW Racing | 27  | Chevy      | DAY | ATL | MAR | MFD | CLT | DOV | TEX | MEM | MLW | KAN | KEN | GTW | MCH | IRP DNQ | NSH |         |     |     |     |     |     |     |     |     |     | N / A | -      |
| 2004 | RAW Racing | 72  | Chevy      |     |     |     |     |     |     |     |     |     |     |     |     |     |         |     | BRI DNQ | RCH | NHA | LVS | CAL | TEX | MAR | PHO | DAR | HOM | N / A | -      |